# Haudivillers
Haudivillers är en kommun i departementet Oise i regionen Hauts-de-France i norra Frankrike. Kommunen ligger i kantonen Nivillers som tillhör arrondissementet Beauvais. År 2022 hade Haudivillers 767 invånare.

## Befolkningsutveckling
Antalet invånare i kommunen Haudivillers
| Referens: INSEE |